# Jean Orcel
Pour les articles homonymes, voir Orcel.
Jean Orcel, né le 3 mai 1896 à Paris et mort le 27 mars 1978 dans la même ville, est un physicien, chimiste et minéralogiste français, professeur au Muséum national d'histoire naturelle, titulaire de la chaire de minéralogie, directeur du laboratoire de minéralogie à l’École pratique des hautes études (EPHE), chercheur associé au Haut commissariat à l'énergie atomique, et membre de l'Académie des sciences. Il fut l’un des responsables de la carte géologique de France et a contribué à la découverte de gisements d'uranium et à l’étude des météorites.

## Biographie

### Formation
C'est durant la Première Guerre mondiale que Jean Orcel termine ses études secondaires au lycée Henri-IV. Dispensé du service militaire pour raison médicale, il obtint sa licence ès sciences à la faculté des sciences de Paris en 1917. Les horreurs de la guerre, auxquelles il est très sensible (il est d'une famille de médecins), et le rôle des industries et de la science (notamment physique et chimique) durant le conflit (avec les soldats en guise de cobayes) le convainquent du cynisme des cercles dirigeants et possédants, et de la nécessité de trouver d'autres alternatives au système social capable d'engendrer pareils phénomènes. Il se passionna pour la recherche minéralogique, en apportant à l’étude des minéraux la rigueur et la méthode de sa formation physicochimique.

### Carrière

#### Muséum national d'histoire naturelle
Nommé préparateur titulaire de minéralogie au Muséum national d'histoire naturelle en 1920, puis assistant de minéralogie en 1927, il y eut pour maître le professeur Alfred Lacroix. De 1917 à 1927 il se consacre prioritairement à l’étude des chlorites, avec des applications importantes dans les domaines de la chimie, de la métallurgie et de certains contrôles industriels. C’est aussi dans cette période qu’il commença sa collaboration à la Carte géologique de la France, notamment en Corse, pays des ancêtres de son épouse Jeanne Bianconi. Durant ces années, il milite aussi sur le plan politique, dans les mouvements socialistes. Il fut aussi vice-président de l'Union rationaliste.
En 1930, il fut nommé sous-directeur puis, en 1937, professeur au Muséum et directeur de laboratoire à l'EPHE. De 1927 à 1937, il étudia les propriétés optiques des minéraux opaques, très importants d’un point de vue industriel car ils font partie des constituants des minerais métalliques. Pour permettre ces études, il développa un outil innovant, le microscope polarisant à lumière réfléchie,.

#### Missionné par Frédéric Joliot-Curie
De la Libération à sa retraite en 1967, il fut chargé par Frédéric Joliot-Curie, alors Haut-commissaire à l’énergie atomique, de dresser l’inventaire des gisements d’uranium en France, dans les départements et territoires d'outre-mer et de coordonner la formation de prospecteurs. La pechblende, minerai le plus riche en uranium, fut alors découverte en Saône-et-Loire et en Haute-Vienne.

#### Académie des sciences
En 1963, il fut élu membre de l’Institut, à l’Académie des sciences, au fauteuil du géologue Charles Jacob. Une de ses grandes œuvres fut l’enrichissement de la collection de minéraux du Muséum. Dans la continuité de son maître Alfred Lacroix, dont l’œuvre en muséologie des minéraux fut considérable et qui doubla le nombre de minéraux présentés dans la galerie de Minéralogie, Jean Orcel obtint de Louis Vésigné, l'un des plus grands collectionneurs de minéraux au monde, qu'il lègue 5 000 pièces inestimables de sa collection au Muséum. 15 000 autres seront rachetées par le Muséum aux héritiers de Louis Vésigné.
Jean Orcel s'intéressa à de nouvelles espèces minérales : l’une d’entre elles, découverte en 1959 par son élève Simone Caillère, un arséniate de nickel présent dans les veinules de serpentine de certaines péridotites de Nouvelle-Calédonie (et d’autres régions), a été appelée l’orcelite .

## Seconde Guerre mondiale

### Résistance
La décennie 1937-1947 fut marquée par la Seconde Guerre mondiale, l'Occupation et la nécessité de mettre à l’abri les collections du Muséum. Sept tonnes de minéraux furent ainsi inventoriés, emballés, mis en caisses et envoyés en province. Plus que jamais révulsé par les crimes des nazis contre l'humanité et par la collaboration, Jean Orcel participa activement à la Résistance parisienne, connut Frédéric Joliot-Curie et rejoignit le PCF,.

### Reconnaissances
- 1935, chevalier de la Légion d'honneur dans la promotion du tricentenaire du Jardin des Plantes ;
- 1947, élevé au grade d’officier [11] ;
- 2014, la promotion du parcours 2014-15 Géologie et gestion durable des ressources minérales (École nationale d’applications des géosciences) est baptisée Jean Orcel[12] .

## Retraite

### Galerie et exposition minéralogiques
Jacques Fabriès lui succède au Muséum.
Quelques mois après sa retraite, il inaugura la galerie rénovée de Minéralogie au Muséum, dont il était le principal artisan. Par ailleurs, sa passion pour les « pierres messagères du cosmos » se traduisit par l’exposition « L’Aventure des météorites », en 1969. Ses études avaient en effet montré que ces « dons du ciel à la Terre » étaient des fenêtres ouvertes sur l'histoire du système solaire, des astéroïdes et des planètes.

### Accessibilité de la minéralogie au grand public
Les professeurs Simone Caillère et François Kraut, ses élèves au Muséum, le définissent comme un enseignant charismatique et estimé de ses étudiants, qui a rendu la minéralogie accessible au grand public en participant au classement et à la mise en valeur des collections du Muséum. Jean Orcel fut aussi un humaniste passionné par ses engagements dans la Résistance pendant la Seconde Guerre mondiale et aux côtés de scientifiques, de philosophes et autres penseurs français et européens proches des mouvements socialistes et du communisme idéaliste. Avec la même confiance, il croyait à l'avenir du nucléaire civil, à la solution de tous les défis énergétiques par le progrès scientifique et technique, à la dissuasion nucléaire mutuelle comme facteur de paix, et à la coexistence pacifique. Il n'était pas dogmatique, croyait au « socialisme à visage humain » et doutait suffisamment pour accepter d'écouter des adversaires du nucléaire tels René Dumont ou pour intervenir en faveur de dissidents victimes de la répression du « printemps de Prague », tels Karel Bartošek. 

### Réflexions philosophiques
Pendant ses dernières années, il écrivit des réflexions philosophiques, qui l’avaient préoccupé dès sa jeunesse. De l’histoire des sciences, il étend sa réflexion et son enseignement à la géochimie, puis à la cosmochimie, en s’appuyant sur ses études des météorites. Il suivit avec passion l’aventure spatiale, notamment les expéditions vers la Lune et l’étude des matériaux lunaires. Il garda jusqu’à la fin de sa vie le contact avec les étudiants « si passionnant et qui rend tellement heureux ».

## Publications
- Jean Orcel, Recherches sur la composition chimique des chlorites, Société générale d'imprimerie et d'édition, 1927, 380 p. (ASIN B0046UF00U)* Jean Orcel, Theses Présentées À La Faculté Des Sciences De L'université De Paris Pour Obtenir Le Grade De Docteur Es Sciences Physiques, 1927 (ASIN B01K2U2YSI)

- Jean Orcel, Les substances radioactives naturelles Leurs modes de répartition et de transformation dans l'écorce terrestre, Université de Paris, 1952 (ASIN B01JZRPBKC)

- Jean Orcel, L'Etat Metamicte. Le désordre structural dans les minéraux radioactifs et son étude expérimentale., Offprint, 1956 (ASIN B01EOA44VC)
- Jean Orcel, Albert Michel-Lévy. (1877 - 1955), Offprint, 1956 (ASIN B01EOA3XJQ)
- Jean Orcel, Jean-Paul Sartre et Roger Garaudy, Marxisme et existentialisme, controverse sur la dialectique, Plon, 1962 (ASIN B00I1WNP56)
- Jean Orcel, Les sciences minéralogiques au XIXe siècle (minéralogie, cristallographie, lithologie), Université de Paris, Palais de la découverte, 1963, 39 p.

- Jean Orcel, Atomes et cristaux, Éditions sociales, 1964, 72 p. (ASIN B0014R0HGK)